# Gare d'Itayado
La gare d'Itayado (板宿駅, Itayado-eki) est une gare ferroviaire localisée dans la ville de Kobe, dans la préfecture de Hyōgo. Elle est exploitée par la compagnie Sanyo sur la ligne principale Sanyo Electric Railway. Le numéro de gare est SY 02. Autrefois, l'emplacement actuel de la gare était un point d’arrêt du tramway de Kobe.

## Situation ferroviaire
La gare d'Itayado est située au point kilométrique (PK) 1,0 de la ligne principale Sanyo Electric Railway entre Kobe et Himeji.
La carte ICOCA est valable pour passer les portillons d'accès aux quais du métro municipal de Kobe et il est prévu qu'à partir d'avril 2017 que les portillons d'accès aux quais des gares de la  sanyo soient également possible via la carte  ICOCA,,.

## Histoire

### Gare ferroviaire
En 1910, la compagnie électrique de Hyogo inaugure la gare. Deux ans plus tard, la gare est déplacée de 300m vers l'est. En 1927, la  compagnie électrique de Hyogo fusionne avec la compagnie électrique de Ujigawa. En 1933, la compagnie électrique de Ujigawa se sépare de sa partie ferroviaire qui la laisse à la compagnie électrique de Hyogo. De là, la compagnie électrique de Hyogo et la section ferroviaire de la compagnie électrique de Ujigawa donne naissance à une nouvelle société, la Sanyo Electric Railway, le 6 juin 1933. Le 17 janvier 1995, la gare est fermée à cause du séisme de 1995 à Kobe pour plusieurs semaines.
En 2008, la fréquentation journalière de la gare était de  21 779 personnes

### Tramway de Kobe
En 1931, la station de tramway d'Itayado était inaugurée. elle se trouvait au-dessus à la surface où sera construit des décennies plus tard, la station de métro du même nom. En 1971, le tramway de  Kobe cessa son service et depuis cette date, il y a plus de tramway à Kobe.

## Service des voyageurs

### Accueil
La carte ICOCA est possible pour l’accès aux portillon  à partir d'avril 2017.

### Desserte
La station possède deux quais et deux voies.
| N° de voie | Ligne            | Direction       |
| ---------- | ---------------- | --------------- |
| 1          | Principale Sanyō | Akashi - Himeji |
| 2          | Principale Sanyō | Osaka - Kyoto   |

Installations et desserte
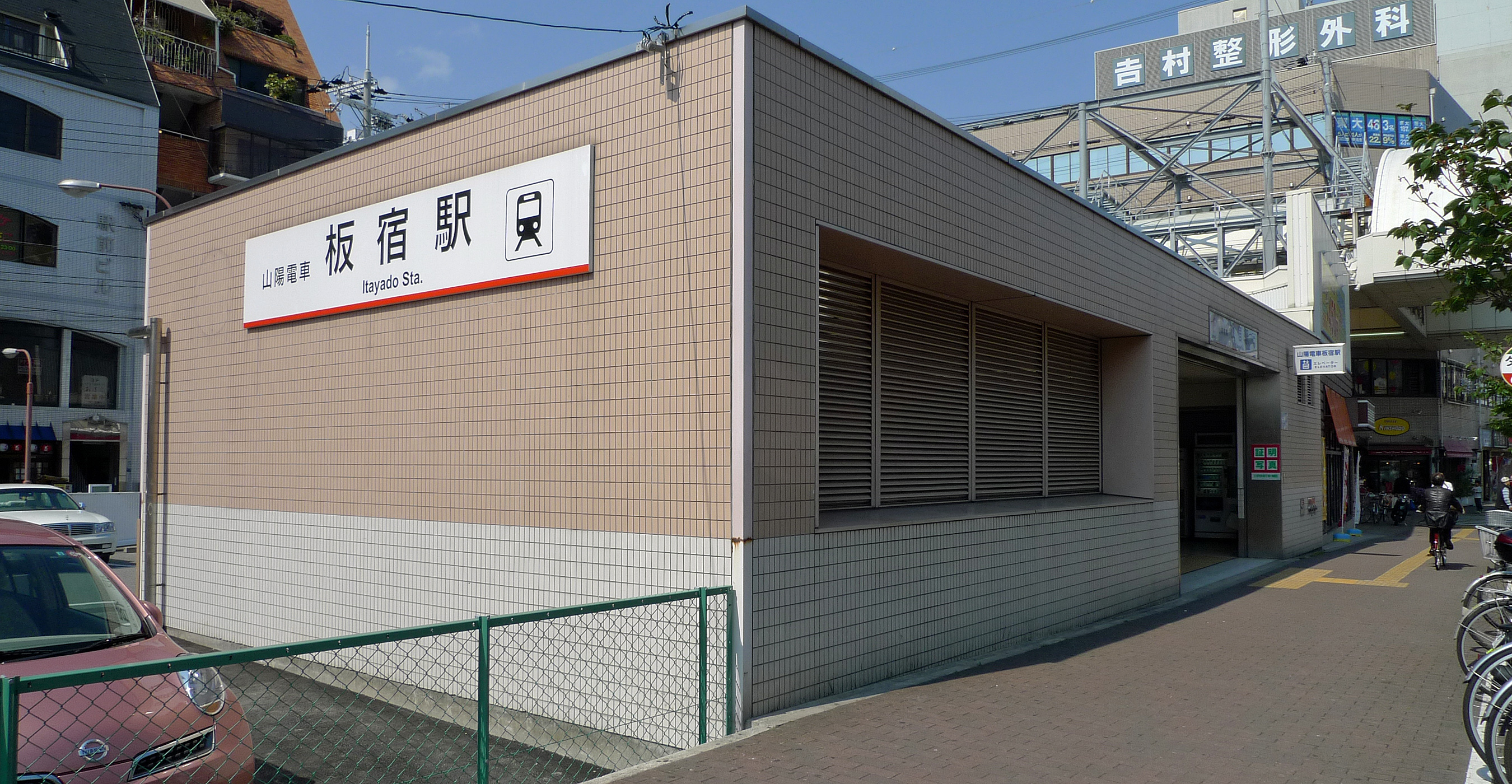
Local d’accès à la gare.
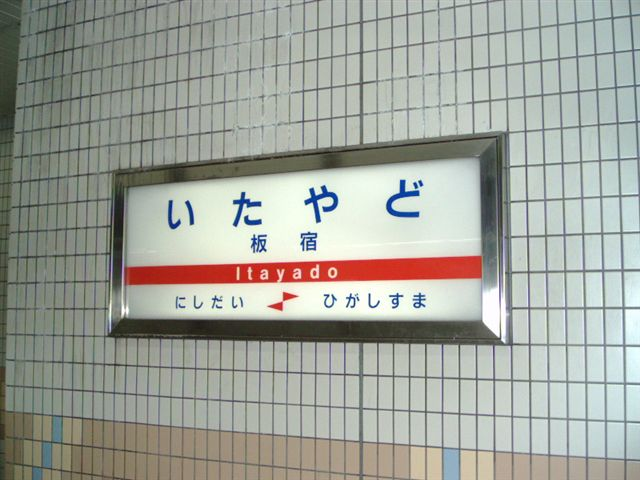
Indicateur accroché sur le mur de la ligne principale Sanyo.
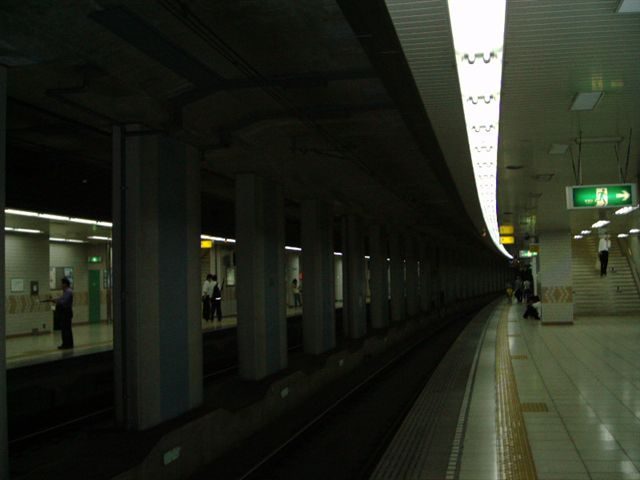
Voies et quais.

### Intermodalité
Elle est en correspondance avec la station Itayado du métro municipal de Kobe.
Un arrêt de bus du réseau de la ville de Kobe est également disponible près de la gare.